# 雷昔库单抗
雷昔库单抗（INN：Raxibacumab）是一种人单克隆抗体，用于预防和治疗吸入性炭疽。其功效已在兔子和猴子身上得到证实。在2012年12月，雷昔库单抗在美国被批准用于与适当的抗菌药物联合治疗炭疽杆菌引起的吸入性炭疽，以及在替代疗法不可用或不合适时预防吸入性炭疽。
该抗体是由剑桥抗体技术公司（CAT）和人类基因组科学公司（HGS）的合资企业发现的。CAT发现了HGS的靶点的抗体，并于2012年被葛兰素史克收购。 2017年被新兴生物科技公司收购。

## 副作用
最常见的不良事件是头痛、上呼吸道感染、恶心、四肢疼痛和皮肤瘙痒。

## 药理学
雷昔库单抗注射液是一种单克隆抗体，针对炭疽杆菌致命毒素的保护性抗原（PA）成分。

## 开发史
雷昔库单抗由HGS与美国卫生与公众服务部联合开发，合同号为HHS010020050006C。在2012年11月2日举行的美国食品和药物管理局（FDA）抗感染药物咨询委员会会议上，成员“以16比1的投票结果支持雷昔库单抗治疗吸入性炭疽的临床益处，另有1票弃权。此外，委员会以18比0票赞成雷昔库单抗的风险效益概况”。在2009年，FDA的支持被拒绝，因为它“对该药物相对于单独使用抗生素左氧氟沙星的额外益处表示怀疑”。在2012年12月14日，FDA批准雷昔库单抗注射液用于治疗吸入性炭疽，这是一种因吸入炭疽杆菌孢子而引起的传染病。当替代疗法不可用或不合适时，雷昔库单抗也被批准用于预防吸入性炭疽。